# LG Optimus 2X Speed
De LG Optimus 2X Speed is een smartphone van het Zuid-Koreaanse bedrijf LG. Het toestel draait op Google's Android en is de opvolger van de LG Optimus One. Ten tijde van uitkomst was de Optimus 2X Speed de eerste telefoon met een dualcoreprocessor, waardoor hij werd opgenomen in het Guinness Book of Records. Het toestel kende klachten zoals het het steeds wegvallen van de internetverbinding, spontane oververhitting met herstarten als gevolg en bel- en e-mailproblemen. Op 7 december 2012 werd bekend dat de telefoon een update kreeg naar Android 4.0 Ice Cream Sandwich.